# Kostel Nejsvětější Trojice (Kolín)
Kostel Nejsvětější Trojice v Kolíně je původně klášterní kostel v areálu bývalého kapucínského kláštera v Komenského parku u křižovatky ulic Politických vězňů a Kutnohorská v části Kolín IV. Spolu s klášterem je chráněn jako kulturní památka. Po dobu[kdy?] oprav kostela svatého Bartoloměje slouží jako hlavní kostel kolínské farnosti.

## Historie

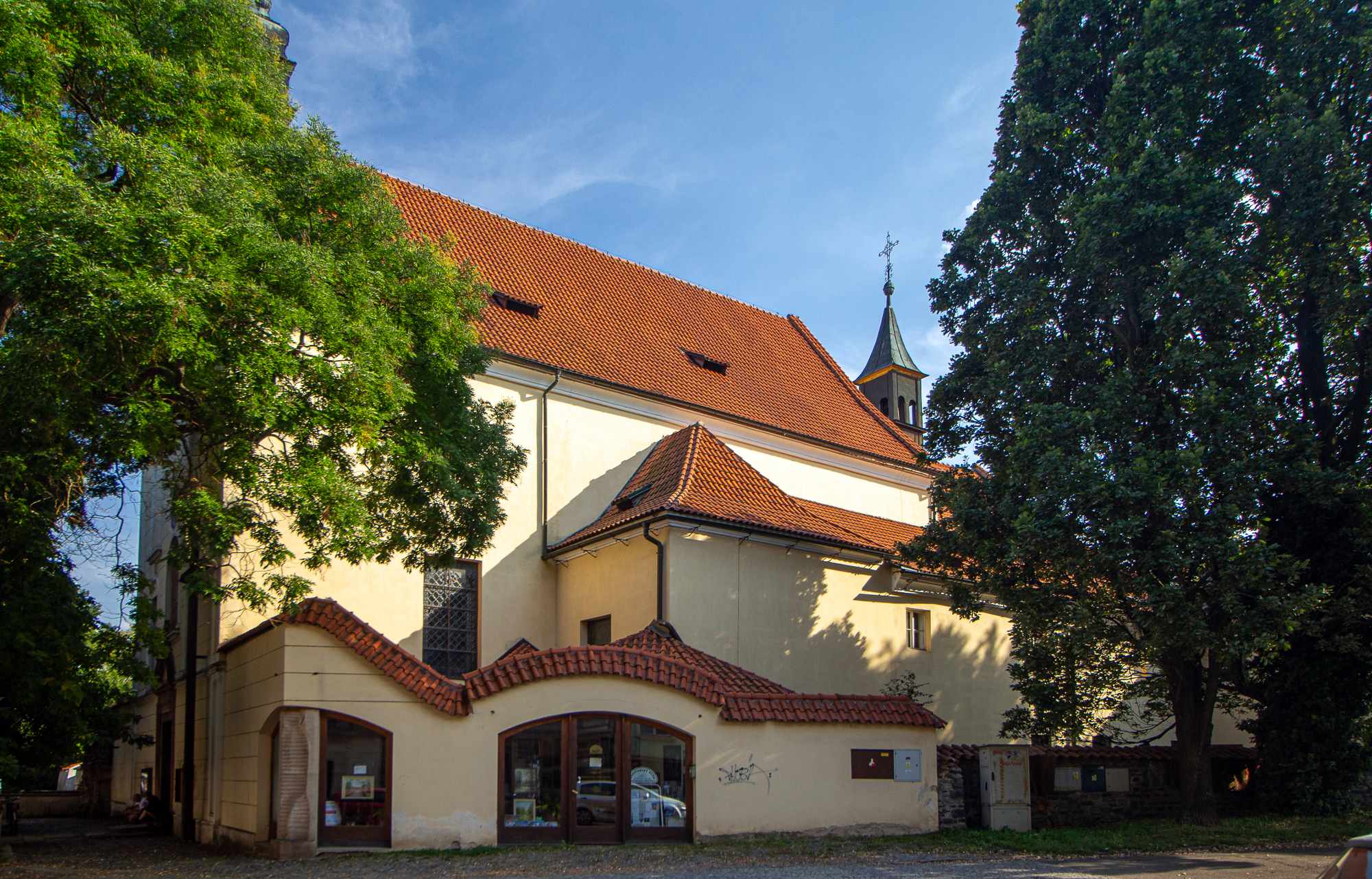
Kostel Nejsvětější Trojice

Postaven byl podle návrhu řádového stavitele P. Bruna Budějovického (Bruna Budvicensis) v letech 1666–1671 jako součást  konventu Řádu menších bratří kapucínů. Vysvětil ho 28. června 1677 pražský arcibiskup Matouš Ferdinand Sobek z Bílenberka. Po velkém požáru roku 1796 byl přestavěn a současnou podobu získal po další přestavbě v letech 1908–1913. 

### Popis interiéru

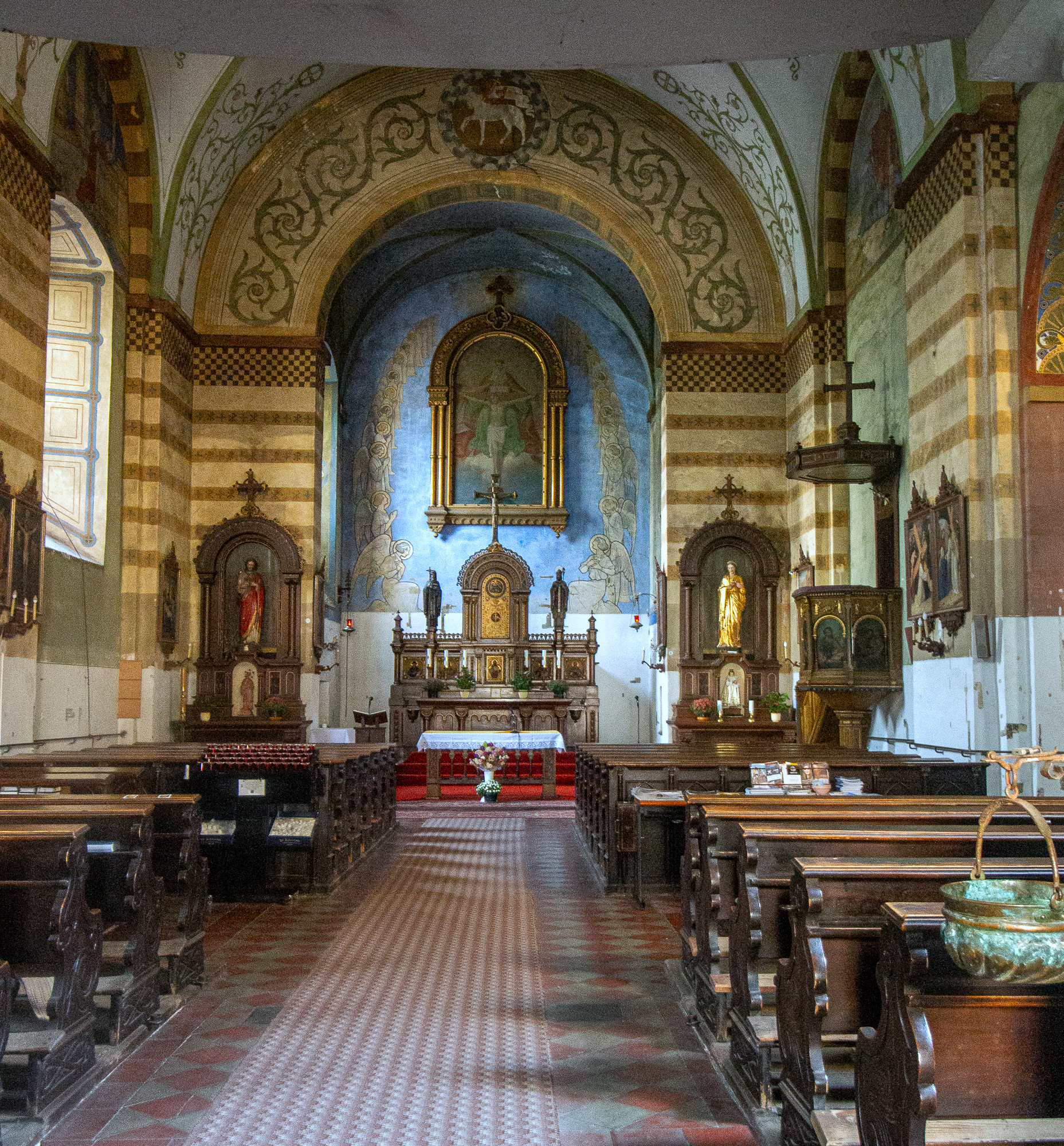
Interiér kostela

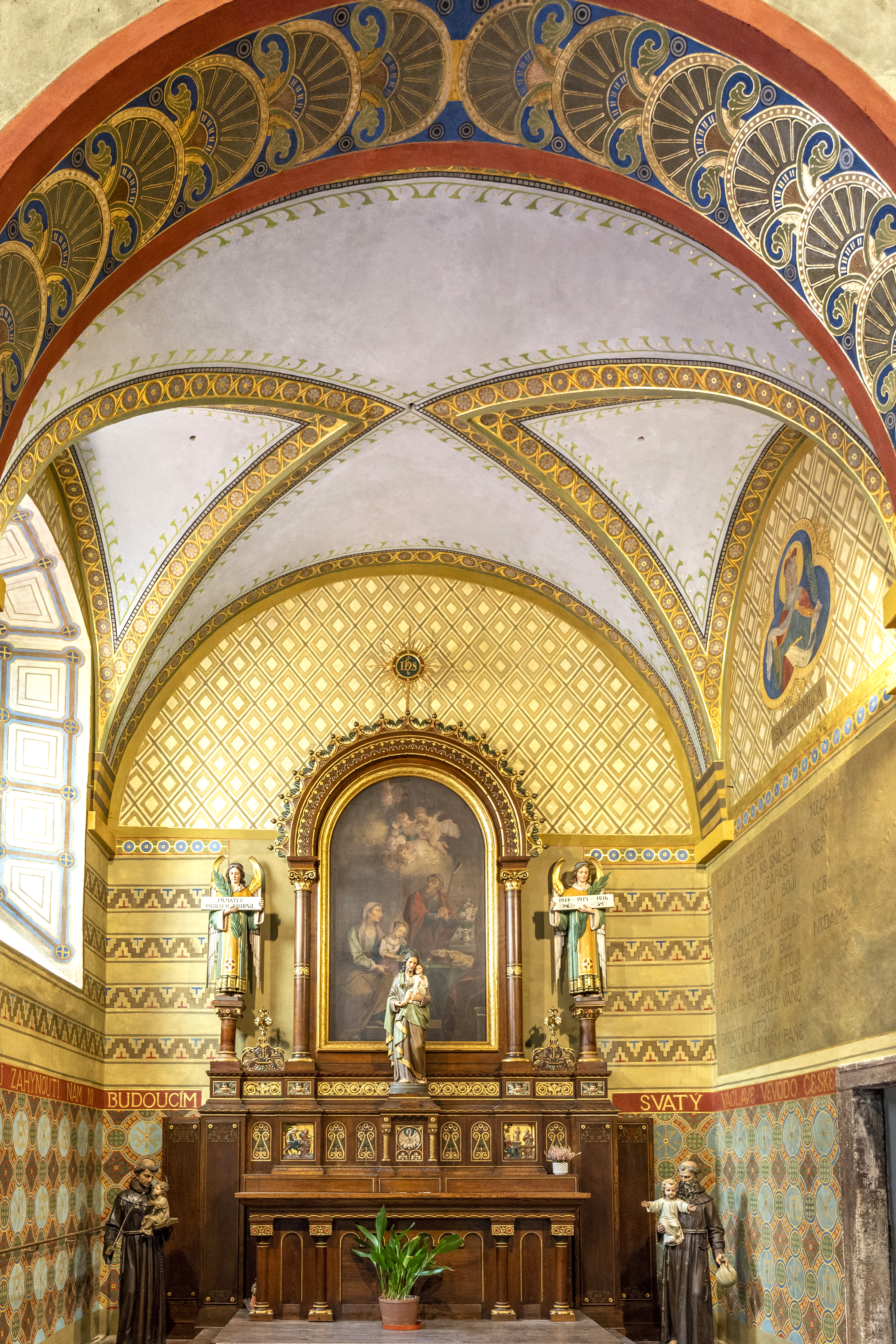
Výmalba kaple svatého Josefa v beuronském stylu

Neorientovaný kostel postavený ve směru sever–jih. Má příčnou loď na půdorysu latinského kříže, doplněnou na východní i západní straně dvojicí shodných obdélných kaplí a ukončenou dlouhým, odsazeným presbytářem, za kterým je v ose sakristie.
Část výmalby v interiéru tvoří malby provedené v roce 1903 pod vlivem beuronské umělecké školy pražským akademickým malířem Martinem Matoušem. V letech 1913–1914 tyto malby doplnil akademický malíř Jan Urban. Většina jednotného vybavení kostela je v pseudobyzantském stylu a v letech 1914–1916 ho dodala firma bratří Bušků ze Sychrova.
V letech 2020–2022 byla obnovena výmalba ve stylu beuronské umělecké školy ve východní kapli svatého Josefa akademickou malířkou Hanou Slavíkovou.